# Alstenfjorden
Alstenfjorden er en fjord eller sund i Alstahaug, Herøy og Dønna kommuner i Nordland fylke i Norge. Fjorden strækker sig på nordsiden af øen Alsten 11 km nordøstover til farvandet Ulvangen, som fortsætter nordover, og byen Sandnessjøen som ligger på sydsiden af fjorden. Fjeldene De syv søstre ligger også på sydsiden af fjorden.
Fjorden starter i syd ved Svinøya nordøst for Alterfjorden og Alstahaugfjorden. I vest grænser fjorden til Nord-Herøy og på nordsiden ligger øerne Hjartøya, Tranøya, Ormsøya, Kosøya, Æsøya og Lauvøya. Nord for denne ørække ligger Dønnessundet og Hæstadsundet, og nord for dem den større ø Dønna.
Fylkesvej 143 går langs dele af sydsiden af fjorden.
66°0′N 12°29′Ø / 66.000°N 12.483°Ø